# Camorra newyorkese
La camorra newyorkese indica una serie di gruppi criminali operanti all'inizio del XX secolo nella città di New York (Stati Uniti d'America) composti  principalmente da gruppi di immigrati italiani di origine napoletana a Brooklyn e siciliana a East Harlem.

## Storia

### L'immigrazione in New York
In quel periodo circa 500.000 italiani provenienti dalle regioni dell'Italia meridionale vivevano a New York e cercavano di sopravvivere in circostanze economiche e sociali difficili.
L'immigrazione di massa portò a trasformare il quartiere in cui risiedevano in un ammasso di persone in cui la sofferenza, il crimine, l'ignoranza erano gli elementi dominanti secondo lo storico Arrigo Petacco.

### Lo sviluppo
Alcuni tra gli immigrati napoletani e siciliani invece ebbero successo in attività criminali. Uno dei capi preminenti dell'epoca fu Enrico Alfano, che divenne uno degli obiettivi principali del poliziotto Joe Petrosino, il capo della squadra italiana della polizia di New York .
Un altro tra il 1910 e il 1915 fu Giosuè Gallucci, boss vecchio stile che, date le sue vicinanze con la politica, veniva chiamato il re di Little Italy; nato a Napoli, impiegò bande di strada siciliane e napoletane per la sua lotteria italiana, e godette di immunità dalle forze dell'ordine grazie ai suoi contatti politici .
Eccetto questi, a New York vi erano differenti gruppi camorristici. Le bande avevano le loro radici nella Camorra napoletana, ma la maggior parte dei membri nacquero in America.
Una banda era la Neapolitan Navy Street Gang di Alessandro Vollero e Leopoldo Lauritano, e la Neapolitan Coney Island Gang sotto il comando di Pellegrino Morano, che gestiva le sue attività dal ristorante Santa Lucia a Coney Island.
Questi iniziarono a lavorare insieme contro la famiglia Morello di Harlem per il controllo del racket a New York. Infine furono decimati quando i loro stessi membri gli si rivolsero contro.
La lotta per il controllo del racket di New York è conosciuta come la Guerra tra Mafia e Camorra e cominciò con l'omicidio di Giosuè Gallucci il 17 maggio 1915.

### La fine
La violenza e la serie di omicidi portò alla reazione delle autorità. La polizia arrestò Ralph Daniello per testimoniare contro i suoi ex associati della Brooklyn Navy Street Gang e per circa 23 omicidi. Nel novembre del 1917 furono istituite 21 condanne.
I processi nel 1918 smantellarono completamente la Navy Street Gang. La sconfitta delle bande significò la fine della Camorra a New York e l'ascesa dei gruppi rivali, i gruppi americani della mafia siciliana. Ai processi alcuni criminali coinvolti parlarono delle bande di Navy Street e Coney Island come di Camorra e usarono il termine mafia per identificare i gruppi di Harlem Est.

## Analisi del fenomeno
Secondo il sociologo Humbert S. Nelli, "La comunità italiana di New York offrì un mercato lucrativo per le attività illecite, in particolare la prostituzione e il gioco d'azzardo.
Fornì anche un grande mercato per prodotti della terra di origine e della costa occidentale degli Stati Uniti come olive e carciofi, distribuzione di cui i criminali tentarono di prendere il controllo". Il lavoro a poco prezzo di cui si necessitava per l'espansione del capitalismo al tempo era reso disponibile dagli immigrati italiani.